# دينو كريسس
 دينو كريسس  (بالإنجليزية: Dino Crisis) ، هي لعبة من نوع رعب البقاء. صدرت في عام 1999 وهي متوفرة لـ ويندوز، بلاي ستيشن، دريم كاست، بلاي ستيشن نتورك، وهي من تطوير ونشر شركة كابكوم.

## طريقة اللعب
تتميز لعبة دينو كريسس بأسلوب البقاء على قيد الحياة المرعب والمشابه جدًا لألعاب لاجزاء Resident Evil الأولية التي طورتها كابكوم. يمكن لـ ريجينا المشي والركض ودفع وتسلق الأجسام، ويمكنها أيضًا القيام بدوران بزاوية 180 درجة. يتوفر خريطة تظهر موقع ريجينا ووجهتها ونقاط الحفظ والأبواب المغلقة. تعتبر نقاط الحفظ غرفًا يتم تنبيه اللاعب لحفظ التقدم عندما يغادرها. بعض الأبواب مغلقة بواسطة جهاز D.D.K. (مفتاح القرص الرقمي). لفتح هذه الأبواب، سيحتاج اللاعب إلى قرص الرمز وقرص الإدخال اللذين يمكن استخدامهما لفك شيفرة الرمز وفتح الباب. هناك أيضًا حقول ليزر أحمر في جميع أنحاء المجمع يمكن تنشيطها لمنع الدخول للمتطفلين. قد يتضمن مخزون ريجينا عناصر رئيسية مثل الأسلحة والذخيرة والإمدادات الطبية، والأخيرتين منها يمكنها حمل كمية محدودة فقط. يمكن أيضًا مزج بعض العناصر لترقيتها أو صنع عناصر جديدة تمامًا، مثل السهام المخدرة. يمكن تخزين هذه العناصر في "صناديق"، التي يجب فتحها باستخدام عناصر خاصة. يتم تلوين كل صندوق بألوان مختلفة، إما أحمر أو أخضر أو أصفر. يمكن لكل صندوق الوصول إلى محتويات أي صندوق آخر من نفس اللون بعد فتحه. اللاعب يمكنه التحرك بالأسلحة واستخدام وظائف الاستهداف التلقائي. يمكن للأعداء أن يطرحوا سلاح ريجينا من يدها، وعندئذ يجب عليها استعادته. في بعض الأحيان قد يظهر كلمة "DANGER" بمعنى خطر على الشاشة في حالات خطرة، وعندئذ يجب على اللاعب الضغط على جميع أزرار التحكم بأسرع ما يمكن للبقاء على قيد الحياة. إذا أصيبت ريجينا، ستمسك ذراعها أو تكافح للسير. يمكن استخدام حقائب الإسعاف لعلاج صحة ريجينا. في بعض الأحيان قد يظهر بقع من الدم بالارض، مما يشير إلى نزيف ريجينا واستمرار فقدانها للصحة. يمكن استخدام موانع النزيف لوقف الإصابات. يتوفر نوعان من الإمدادات الطبية في اللعبة: حقائب الإسعاف التي تعالج صحة اللاعب، وموانع النزيف التي توقف الإصابات النازفة.

## القصة
في عام 2009 ، تُرسل فرقة العمليات السرية (SORT) عميلًا يُدعى توم للتسلل إلى مرفق بحثي في جزيرة إيبيس بزي متنكر كباحث. يكتشف أن الدكتور إدوارد كيرك، العالم الشهير الذي أُبلغ عن وفاته قبل ثلاث سنوات ، يقود مشروع سري للأسلحة داخل المرفق. تُرسل SORT أربعة عملاء (ريجينا وجايل وريك وكوبر) لاقتياد كيرك وإعادته إلى الحبس. تصل الفرقة إلى الجزيرة في ظلام تام ، حيث يتم إلقاءهم بواسطة المظلات. ينحرف كوبر عن الطريق ويهبط في الغابة بعيدًا عن الآخرين. ضائعًا في الظلام ، يتعقبه تيرانوصور ، ويتم أكله دون علم الفريق الباقي. يواصل العملاء الثلاثة الآخرون المهمة دون علمهم بوفاته. بمجرد دخول العملاء إلى القاعدة، يكتشفون جثث متقطعة لأفراد الأمن والعلماء. تواجه ريجينا فيلوسيرابتور. بعد لقائها بريك، يتوصل الاثنان إلى أن الديناصورات هي التي تسببت في المجازر في القاعدة. على الرغم من أن مهمتهم لاستعادة الدكتور كيرك لا تزال قائمة، إلا أن الأهم الآن هو إرسال إشارة للإنقاذ. تنطلق ريجينا لتفعيل الهوائي الرئيسي للاتصال بطائرتهم الجوية. في طريقها، تتعرض لهجوم من قبل فيلوسيرابتور آخر ويتم إنقاذها بواسطة غيل، الذي يغادر بعد ذلك لمواصلة البحث عن الدكتور كيرك. بعد استعادة الاتصالات، تعود ريجينا إلى غرفة التحكم ويتلقون إشارة على أجهزة الاتصال الخاصة بهم. يعتقد ريك أنه قد يكون كوبر أو توم في ورطة ويرغب في التحقيق. ترفض غيل الفكرة. إذا اتبع اللاعب غيل، سيذهبون مع رجل مجهول، لكنهم ينتهون بفقدانه. يخبر ريك بعد ذلك ريجينا بوفاة توم. إذا اتبع اللاعب ريك، سيصادفون توم، الذي أصيب بشدة وشارف على الموت. يأخذ ريك توم إلى غرفة العلاج، ومع ذلك، يهاجمهم سرطان الديناصورات السريع، لكن توم يضحي بنفسه لقتله وإنقاذ ريك. في وقت لاحق، تتمكن ريجينا والفريق من تحديد موقع كيرك واعتقاله. أثناء استعدادهم للمغادرة عبر طائرة هليكوبتر، يعود التيرانوصور ويدمر الطائرة، مما يجبرهم على الفرار مرة أخرى إلى القاعدة بينما يتمكن كيرك من الهروب. ريجينا وريك يفرون إلى المنشأة ويعثرون على مفاتيح الزورق، لكنهم يجدون نفقًا يعوق وصولهم إليه. يتوقع ريك أن هذا هو انحراف الزمكان الذي أعاد الديناصورات. ينفصل الاثنان للبحث عن طريق بديل للخروج من الجزيرة، وتنتهي ريجينا بأن تكون محتجزة تحت تهديد السلاح من قبل الدكتور كيرك. وهو على وشك قتلها عندما يتم إطلاق النار على السلاح من غيل، ويتم اعتقاله مرة أخرى. في هذا الاثناء يعترف كيرك أن الديناصورات تم جلبها إلى زمنهم عن طريق تجربة كان يقوم بها باستخدام تقنية الطاقة الثالثة. التي هي عبارة عن انشاء شق في الفضاء وتم تبادل جزء من الجزيرة من زمنهم مع جزء من الماضي ، مما أعاد الديناصورات إلى زمنهم. ثم يخبرهم كيرك أنه إذا تم ضبط المفاعلات للتحميل الزائد ، فيجب أن تلغي الطاقة الصادرة منها والدوامة بعضها البعض عندما يتلامسا. بعد أن تحصل ريجينا على المُثبت والمُبدِئ وتستخدمهما لتحميل الزائد للمفاعلات ، تهتز القاعدة بفعل الطاقة ، مما يتسبب في سقوط فتحة تهوية على غيل مما يسمح لكيرك بالفرار مرة أخرى. يتجه الفريق نحو الممر المائي للهروب من الانفجار ، ولكن غيل يقول إنهم لا يزالون بحاجة إلى القبض على الطبيب. يبدأ في الترنح بعيدًا على سلاحه ، ويأمر ريجينا وريك بالمغادرة بدونه إذا لم يعود في ثلاثين دقيقة. تُعطى ريجينا الخيار بين مطاردة الدكتور كيرك مع غيل ، أو الهروب مع ريك. تنتهي القصة بطرق مختلفة اعتمادًا على الاختيار الذي يقوم به اللاعب. تتضمن جميع النهايات معركة مع تي ريكس والهروب من الجزيرة عبر قارب مائي أو طائرة هليكوبتر. إذا قامت ريجينا بمطاردة كيرك ، فإن جيل يكشف أن المهمة بأكملها كانت مجرد واجهة وأن الحكومة لم تكن تريد كيرك بل كانت ترغب بالطاقة الثالثة لاستخدامها في الحرب. بعد أن يعطي ريجينا قرصًا يحتوي على جميع البيانات المتعلقة بالطاقة الثالثة ، يموت جيل بسبب إصاباته. ثم تهرب ريجينا وريك والدكتور كيرك من الجزيرة. تنتهي إحدى النهايات الأخرى بقيام بريجينا باسقاط جيل وتغادر بدلاً من مطاردة الدكتور كيرك ، مما يسمح له بالهروب. في أفضل نهاية للعبة ، تقوم ريجينا باسقاط جيل وتطارد كيرك بمفردها ، مما يؤدي إلى اعتقاله وهرب الفريق بواسطة طائرة هليكوبتر. تلخص ريجينا مصير جميع الشخصيات في بريد إلكتروني ترسله إلى رؤسائها ، ثم تعلن نفسها جاهزة لمهمتها التالية بغض النظر عن النهاية.

## تطوير اللعبة

### مرحلة التطوير
أُخرجت لعبة دينو كرايسس والذي أنتجه شينجي ميكامي، وطُوّرت من قِبل فريق يُدعى كابكوم برودكشن ستوديو 4، وهي الخليفة الروحية لسلسلة ريزدنت إيفل الذي أبتكره ميكامي، والذي أراد ميكامي وفريق الاستوديو الابتعاد عن عناصر الخيال، وتقديم الفكرة الأكثر واقعية، واستلهم ميكامي من لعبة شهيرة هي العالم المفقود: الحديقة الجوراسية و فيلم فضائيون، حيث أعجب ميكامي أساطير الدينا صورات، بسبب ضخامتها وقوتها وعنفها ومظهرها المخيف، تم تطوير اللعبة وسُوقت على أنها "رعب تصيب بالهلع" على عكس اللعبة المعتادة المصنفة برعب البقاء، والتي اشتهرت سلسلة ريزدنت إيفل، وصُممت اللعبة بهدف تكون اللعبة الأكثر رعباً، بسبب ميزة أن الدينا صورات بخلاف الزومبي، تتميز بالذكاء وأنها سريعة الحركة ولديها القدرة على استهداف اللاعب من خلال العض وتعرض الشخصية للنزيف، ولديها القدرة على مطاردة اللاعب، من خلال دخول الغرفة بشكل مفاجئ مع تفاعل الموسيقى العنيفة، ووصف ميكامي للعبة ريزدنت إيفل بأنها رعب في بيت التسلية، ووصف مشروع لعبة دينو كرايسس بأنها لعبة الأكثر وحشية يشبه رقصة الأفاعي.
تستخدم لعبة دينو كرايسس محرك حاسوبي لرسومات ثلاثي الأبعاد، وبيئة واقعية وعلى عكس الخلفيات المعدة مسبقاً لسلاسل ريزدنت إيفل، أختار ميكامي محرك رسومات واقعية لتمكين حركة السينمائية أفضل وتصوير الشخصيات كأكثر دراماتيكية، حيث كان من المستحيل القيام بها، ومع محرك الرسومات الواقعية، واجه فريق التطوير تحدي قيود النظام مما صعّب عليهم إنشاء بيئات مفصلة، واضطروا في النهاية إلى التخلي عن مشهد الغابة بسبب تعقيد خيار التصميم في محرك البرمجيات، واعتقد ميكامي أن المطورين كانوا قادرين على إنشاء بيئات مفصلة بما فيه الكفاية برغم من قيود محرك اللعبة وصعوبتها، ومثل لعبة ريزدنت إيفل، تدور أحداث اللعبة في الداخل في بيئة مغلقة، وأراد ميكامي الحفاظ على أجواء الرعب في أماكن المغلقة، معتقداً بأنه من الأفضل تطوير أجواء الرعب داخل اللعبة.
ونظراً لعدم معرفة كيفية تحرك الديناصورات في الحياة الواقعية، كان على فريق التطوير استخدام في مخيلتهم هجمات تكتيكات العدو كالتماسيح والكلاب، وقام الرسامين بمسح الرسومات ضوئياً ثم استخدام أدوات الرسوم المتحركة لمعرفة ما يمكن تحريكه، واستند الذكاء الالكتروني للدينا صورات على الأُسود والنمور وغيرها من الحيوانات آكلة اللحوم، والتي لا تخاف من البشر، ولكن لم يتحقق رؤية ميكامي للديناصورات تماماً، وأراد تضمين ذكاء إلكتروني الأكثر تعقيداً للديناصورات، حيث يمتلك كل الديناصور شخصية فريدة يمكنها فهم حالة اللاعب ونصب الكمائن له، كما لم تظهر رسوم الديناصورات المتحركة وصراخها كما تصورها في البداية، فبخلاف النسخة اليابانية للعبة لعدد الديناصورات، تم زيادة عدد الديناصورات في النسخة الأوروبية والأمريكية، برغم أن عدد الأنواع من الديناصورات يبقى محدودة.

### إصدار اللعبة
تم كشف لعبة دينو كرايسس للمرة الأولى في معرض طوكيو للألعاب، وذلك في فصل الربيع سنة 1999، وصدرت اللعبة في الأسواق شهر يوليو 1999، وذلك قبل شهرين من إصدار لعبة ريزدنت إيفل 3: نمسيس، صدرت لعبة دينو كرايسس لجهاز بلاي ستيشن عام 1999، ثم لجهازي دريم كاست ومايكروسوفت ويندوز سنة 2000، ففي النسخة اليابانية على جهاز بلاي ستيشن، فهذه اللعبة مزودة بحماية برمجية تكشف وجود شريحة تعديل مثبتة على الجهاز، وترفض تشغيل اللعبة اليابانية لأجهزة بلاي ستيشن خارج اليابان، سواء النسخة الأمريكية أو الأوروبية، بحيث يمكن تجاوز نظام الحماية بتعطيل شريحة التعديل عن طريق الثغرة داخل لوحات الأم، كانت شركة إم 4 البريطانية تشرف على عملية تطوير لعبة دينو كرايسس على منصة غيم بوي كولر، ولكن تم إلغائها بسبب التركيز على تطوير لعبة ريزدنت إيفل غايدن، وكانت شركة بريطانية أخرى تدعى فليد ستوديوز "Fluid Studios"، حيث أشرفت على عملية تطوير لعبة دينو كرايسس على منصة غيم بوي كولر، بحيث تحتوي هذه اللعبة على جميع الشخصيات الرئيسية الأربع، بالإضافة إلى تجهيز سبع خرائط ومئة غرفة مختلفة، وخمسة أنواع من الديناصورات، ولكن تم إلغاء اللعبة تماماً من قبل شركة كابكوم.

## روابط خارجية
- الموقع الرسمي
 (باليابانية)
- دينو كريسس على موبي غيمز